# ریمروس (دهانه)
ریمروس یک دهانه برخوردی در ماه‌ است.

## دهانه‌های اقماری
این دهانه ۹ دهانه اقماری دارد.
| Reimarus | عرض جغرافیایی | طول جغرافیایی | قطر          |
| -------- | ------------- | ------------- | ------------ |
| A        | ۴۸.۸° S       | ۵۹.۹° E       | ۲۹.۰ کیلومتر |
| C        | ۵۰.۲° S       | ۵۹.۵° E       | ۱۱.۰ کیلومتر |
| B        | ۴۹.۵° S       | ۶۰.۶° E       | ۱۶.۰ کیلومتر |
| F        | ۴۹.۵° S       | ۵۸.۷° E       | ۷.۰ کیلومتر  |
| H        | ۴۹.۳° S       | ۶۲.۳° E       | ۱۰.۰ کیلومتر |
| S        | ۴۷.۸° S       | ۶۲.۸° E       | ۹.۰ کیلومتر  |
| R        | ۴۷.۷° S       | ۶۳.۹° E       | ۳۵.۰ کیلومتر |
| U        | ۴۸.۵° S       | ۶۲.۲° E       | ۲۰.۰ کیلومتر |
| T        | ۴۸.۴° S       | ۶۳.۵° E       | ۲۴.۰ کیلومتر |